# Callisthene
Genre
Callisthene est un genre de plantes à fleurs de la famille des Vochysiaceae.

## Liste des espèces
Selon Catalogue of Life (16 juillet 2017) :
- Callisthene castellanosii H.F. Martins
- Callisthene dryadum Duarte
- Callisthene erythroclada Warm.
- Callisthene fasciculata Mart.
- Callisthene hassleri Briq.
- Callisthene inundata O.L.Bueno, A.D.Nilson & R.G.Magalh.
- Callisthene kuhlmannii H.F. Martins
- Callisthene major Mart.
- Callisthene microphylla Warm.
- Callisthene minor Mart.
- Callisthene mollissima Warm.